# Ледник Амундсена
Ледник Амундсена — ледник в Антарктике. Является одним из основных антарктических ледников, от 6 до 10 км в ширину и 128 км в длину. Берущий начало на полярном плато, откуда он спускается юго-западнее плато Нильсена. Спустившись через горы Королевы Мод, ледник вливается в шельфовый ледник Росса, к западу от нунатака Макдональда. Ледник назван в честь норвежского полярного исследователя Руаля Амундсена, Ричардом Бэрдом во время экспедиции в 1929-м году.